# Cenderawasih jezici
Cenderawasih jezici (ili Cenderawasih Bay jezici), jedna od dviju glavnih skupina zapadnonovogvinejskih jezika na indonezijskom dijelu Nove Gvineje. Obuhvaća 32 jezika podijeljenih na 9 užih skupina, to su: 
a. Bijački/Biak, 3 jezika: biak, dusner, meoswar.
b. Iresim (1): iresim
c. Mor (1): mor
d. Raja Ampat (10) : as, biga, gebe, kawe, legenyem, ma'ya, maden, matbat, waigeo, wauyai.
e. Tandia (1) : tandia
f. Waropen (1) waropen
g. Yapen (13) : 
g1. centralni-zapadni yapenski jezici (11): ambai, ansus, busami, marau, munggui, papuma, pom, roon, serui-laut, wandamen, woi.
g2. Istočnoyapenski jezici (2): kurudu, wabo,
h. Yaur (1):  yaur
i. Yeretuar (1) yeretuar

## Vanjske poveznice
- Ethnologue (14th)
- (15th)